# 岐阜市長良川防災・健康ステーション
岐阜市長良川防災・健康ステーション（ぎふしながらがわぼうさい・けんこうステーション）とは、岐阜県岐阜市にある公共施設（防災施設・健康施設）。
長良川健康ステーションともいう。愛称はソナエテ。

## 概要
- 国土交通省と岐阜市が整備した施設である。長良川堤防に接している。
- 国土交通省の施設名は「早田地区河川防災ステーション」[1][2]である。水防作業ヤード、緊急復旧活動に必要な資材の備蓄が行われており、洪水時には水防活動支援、災害時には緊急復旧などを迅速に行う基地としての役割がある。旧称は「長良川岐阜河川防災ステーション」。
- 岐阜市の施設名は「長良川防災・健康ステーション」である。洪水時には水防活動の拠点、平常時には市民の健康増進の拠点として使用される。また、ウォーキングやジョギングの休憩施設（更衣室、シャワー室）として早朝（午前7時30分）から開館している。

## 施設概要
1階
- 長良川健康ステーション
  - 運動・教室スペース
  - 交流サロン
  - 健康測定コーナー
  - 更衣室
  - シャワー室

2階
- 会議室（1・2）
- 防災展示ホール
- 展望サロン

## 利用案内
- 住所：岐阜市早田字北堤外地内（長良川国際会議場・都ホテル岐阜長良川西側）
- 利用時間：7：30～21：00
- 休館日：木曜日（休日の場合は振替）、年末年始（12月29日～1月3日）

## 交通アクセス
- 岐阜バス三田洞線「長良川国際会議場前」バス停より徒歩5分。
  - JR東海道本線・高山本線岐阜駅（JR岐阜駅バスターミナル）・名鉄名古屋本線・各務原線名鉄岐阜駅より【K50】長良八代公園 、【K55】彦坂真生寺行き。